# Torre del Tiro Navarro II
Torre del Tiro Navarro II está enclavado en el Macizo Central de los Picos de Europa o macizo de los Urrieles, en Asturias. Es la cumbre central de una pequeña crestería, superada en altitud por la norte, llamada Torre del Tiro Navarro I.